# Aleksandr Dargomyzjski

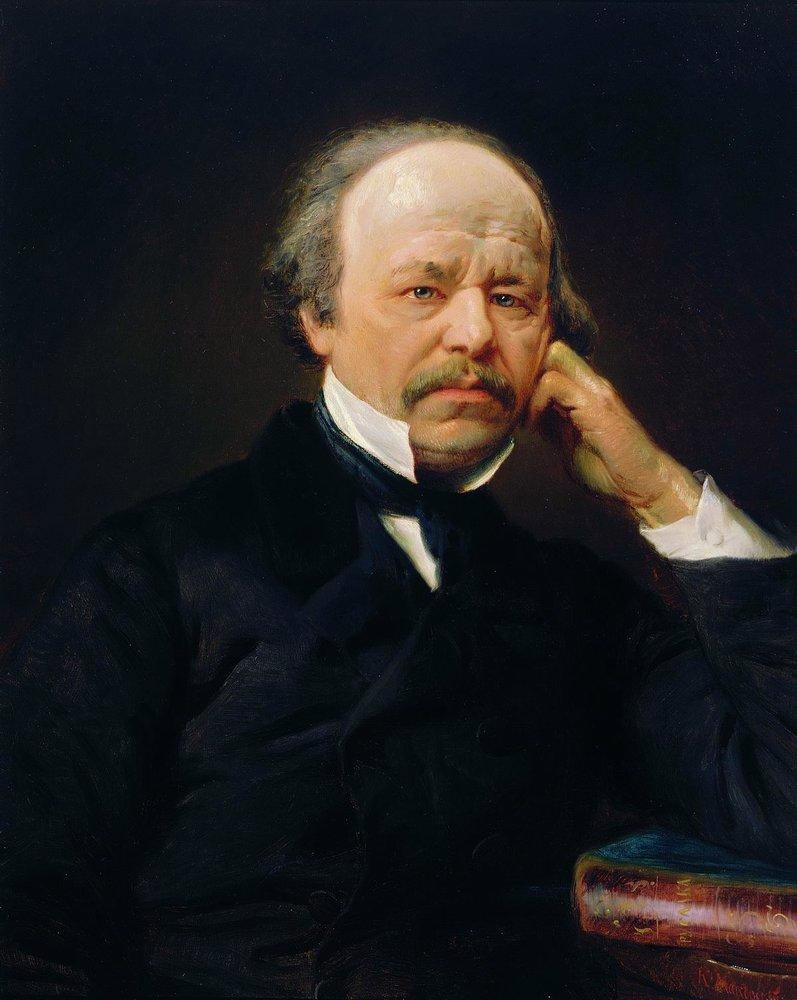
Aleksandr Dargomyzjski, geschilderd door Konstantin Makovski

Aleksandr Sergejevitsj Dargomyzjski (Russisch: Александр Сергеевич Даргомыжский; Oblast Toela, 14 februari 1813 – Sint-Petersburg, 17 januari 1869) was een Russische componist. Hij schreef opera's, liederen en orkestwerken die een Russisch nationalistisch karakter dragen.
In Sint-Petersburg, waar zijn familie in 1817 naartoe verhuisde, kreeg Dargomyzjski pianolessen. Aanvankelijk ontving hij zijn onderwijs van een Duitse gouvernante, maar later werd Franz Schoberlechner, die op zijn beurt leerling was van Johann Nepomuk Hummel, zijn onderwijzer. Hoewel hij enkele kleine vocale werken componeerde, was de muziek voor Dargomyzjski aanvankelijk slechts een liefhebberij, zoals gebruikelijk onder jongeren van zijn stand. Na een studie in de rechtsgeleerdheid trad hij in 1827 net als zijn vader in overheidsdienst. Hij kwam terecht bij het ministerie van justitie.
Dargomyzjski maakte naam als pianovirtuoos, en in de winter van 1833-1834 werd hij voorgesteld aan Michail Glinka. Die leende hem het boek met oefeningen voor basso continuo en contrapunt dat hij zelf had gebruikt toen hij bij Siegfried Dehn in opleiding was. Met Glinka speelde Dargomyzjski pianoduo's, organiseerde hij concerten en analyseerde hij de symfonieën van Beethoven en de ouvertures van Mendelssohn. Hij besloot om naar voorbeeld van zijn leermeester een volledige opera te schrijven. Dargomyzjski was een bewonderaar van de Franse literatuur en zijn eerste opera, Esmeralda, was gebaseerd op De Klokkenluider van de Notre Dame van Victor Hugo. De eerste opvoering van deze opera, in Moskou, vond echter pas in 1847 plaats, doordat de Russische opera op dat moment gedomineerd werd door Italiaanse invloed. In 1851 beleefde de opera ook in Dargomyzjski's woonplaats Sint-Petersburg zijn première, in het Mariinskitheater.
In 1843 trok Dargomyzjski zich definitief terug uit de overheidsdienst, om in september 1844 een buitenlandse reis te maken. In Brussel werd hij aan François-Joseph Fétis voorgesteld, in Parijs maakte hij kennis met Daniel Auber, Giacomo Meyerbeer en Jacques Fromental Halévy. Zoals zijn leermeester Glinka ontdekte ook Dargomyzjski pas in het buitenland de goede eigenschappen van zijn eigen cultuur. Na bestudering van het Russische volkslied componeerde hij in 1855 de opera Roesalka.
Bij zijn overlijden liet Dargomyzjski een onvoltooide opera na: De stenen gast. Wetende dat hij zijn opera niet meer zou kunnen afronden, vroeg hij César Cui en Nikolaj Rimski-Korsakov het werk te voltooien. In 1872, drie jaar na Dargomyzjski's overlijden, ging deze opera in première.
- Bibsys: 7010018
- Biblioteca Nacional de España: XX1686351
- Bibliothèque nationale de France: cb138929730 (data)
- Catàleg d'autoritats de noms i títols de Catalunya: 981058609629506706
- CiNii: DA06364702
- Gemeinsame Normdatei: 116027584
- International Standard Name Identifier: 0000 0001 0901 1505
- Library of Congress Control Number: n81118767
- Nationale Bibliotheek van Letland: 000036834
- MusicBrainz: 122664ab-ff76-4d74-860b-77c9b8a09624
- Nationale Bibliotheek van Tsjechië: ola2002146847
- Nationale bibliotheek van Australië: 35618500
- Nationale Bibliotheek van Israël: 987007283530105171
- Nationale Bibliotheek van Polen: a0000002649350
- Nederlandse Thesaurus van Auteursnamen: 148399606
- Réseau des bibliothèques de Suisse occidentale: 02-A021721826
- Istituto Centrale per il Catalogo Unico: TO0V157276
- LIBRIS: 48014
- SNAC: w6tt4v5n
- Système universitaire de documentation: 074190067
- Trove: 1016596
- Virtual International Authority File: 51874928
- WorldCat: E39PBJx8HMbxmfx7VdRBRg7bVC